# Golda Meir
Golda Meir (in ebraico גוֹלְדָּה מֵאִיר‎? ; nata Golda Mabovič; Kiev, 3 maggio 1898 – Gerusalemme, 8 dicembre 1978) è stata una politica israeliana, quarta premier d'Israele (1969) e prima donna a guidare il governo del suo Paese, nonché la terza a ricoprire tale posizione a livello internazionale.
Diresse la politica israeliana in periodi particolarmente difficili, trovandosi ad affrontare varie crisi internazionali, come la crisi petrolifera successiva alla guerra del Kippur, i contrasti militari con Egitto e Siria e il massacro di Monaco di Baviera ai Giochi olimpici del 1972, quando un commando di terroristi palestinesi sequestrò ed uccise undici tra atleti e allenatori israeliani.
A causa del suo carattere risoluto, le è stata spesso paragonata, nonostante le evidenti differenze ideologiche, il Primo ministro britannico Margaret Thatcher: due "lady di ferro" della politica. Il suo piglio deciso era celebre anche in patria: gli israeliani, secondo una battuta ricorrente, solevano definirla "l'unico vero uomo in Israele", e anche David Ben Gurion, ex Primo ministro israeliano, era solito riferirsi a lei come "il miglior uomo al governo". Nonostante questa nomea, verso la fine della sua carriera, Golda Meir ha saputo mantenere un'aura materna, che la faceva apparire come "la nonna del popolo israeliano". È tuttora considerata una delle figure femminili più importanti del XX secolo.

## Gioventù e primi interessi per la politica

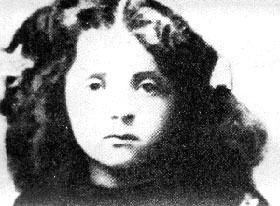
Golda Mabovitch prima del 1910

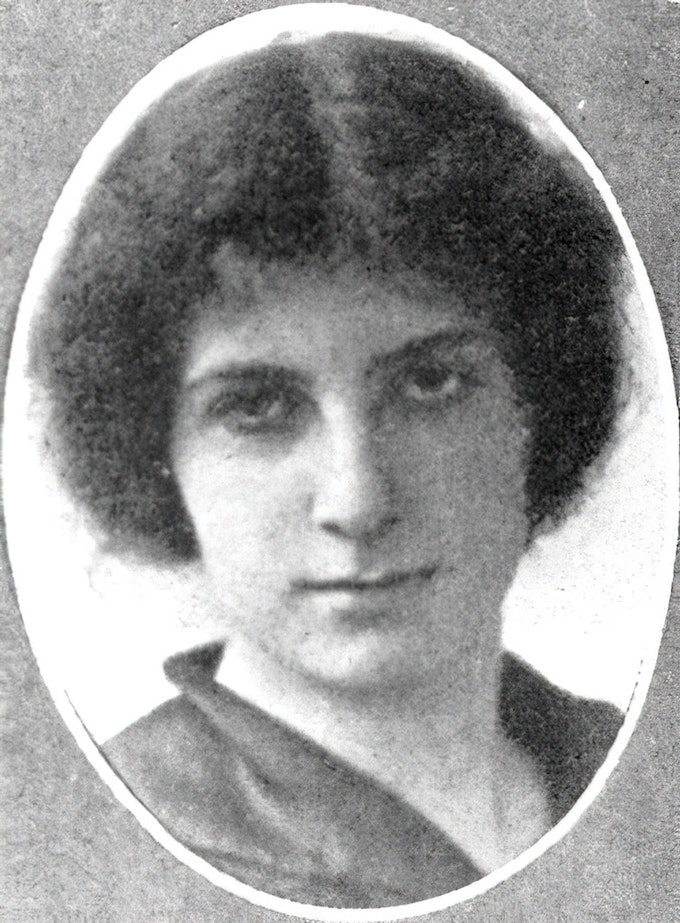
Golda Mabovitch a Milwaukee nel Wisconsin, 1914

Golda Mabovič nacque a Kiev, allora parte dell'Impero russo, nel 1898 da una famiglia estremamente modesta. Il padre, Moshe Mabovič era un carpentiere e sua madre, Bluma Neidič si occupò di allevare Golda e le due sorelle, Sheyna e Clara, così come altri cinque fratelli che tuttavia morirono prima di raggiungere l'adolescenza, a causa delle estreme condizioni di miseria in cui versava la famiglia.
Già nella prima infanzia è testimone di episodi di antisemitismo che caratterizzavano la vita della comunità ebraica russa, i cosiddetti pogrom. L'aver sperimentato sulla sua pelle il razzismo e la persecuzione influenzerà in futuro le scelte politiche di Golda Meir.
Nel 1903 il padre emigrò negli Stati Uniti d'America, con l'intenzione di farsi raggiungere dal resto della famiglia una volta che si fosse sistemato. Golda, quindi, assieme alla madre e alle sorelle, si trasferì a Pinsk, nell'attuale Bielorussia. In quello stesso anno un pogrom particolarmente violento scatenò le proteste della comunità ebraica russa. Golda Meir volle partecipare alle manifestazioni di protesta, nonostante avesse solo cinque anni e la famiglia fosse contraria.
Raggiunto il padre a Milwaukee, Wisconsin nel 1906, completò il primo ciclo scolastico negli Stati Uniti d'America, presso la Fourth Street Grade School, che attualmente è stata ribattezzata Golda Meir School in suo onore, dal 1906 al 1912, quindi frequentò la North Division High School di Milwaukee fino al 1916. Già dai primi anni scolastici, la Meir, che pure all'inizio non parlava inglese, mostrò spiccate capacità di leadership, facendosi promotrice di molte iniziative, tra cui raccolte fondi per l'acquisto di libri di testo per i compagni meno abbienti.
Dopo aver litigato con i genitori, che volevano costringerla ad abbandonare gli studi da insegnante per sposarsi, all'età di 14 anni Golda Meir si trasferì a Denver, Colorado, presso la casa della sorella. Sheyna Mabovič Korngold e il marito erano soliti organizzare dei dibattiti culturali, e in tali occasioni la Meir entrò per la prima volta in contatto con il mondo letterario, il femminismo e il pensiero sionista. Lei stessa scriverà, nella sua autobiografia: Denver fu un vero punto di svolta, perché lì ebbe inizio la mia vera istruzione. A Denver la vita mi si aprì innanzi per davvero.
Durante la permanenza a Denver, Golda Meir conobbe anche Morris Meyerson, che frequentò a partire dal 1913 e sposò il 24 dicembre 1917, all'età di 19 anni, subito dopo aver ottenuto la cittadinanza statunitense.
Dopo il diploma, nel 1916 si iscrisse all'università, la Milwaukee Normal School, e diventò insegnante. Insegnò in una scuola yiddish a Milwaukee e si fece notare prima partecipando e organizzando marce di protesta, quindi diventando un membro dell'organizzazione sionista laburista Poalei Zion. Nei due anni seguenti il suo impegno politico nelle associazioni ebraiche e sioniste è molto intenso e la porta a viaggiare per gli Stati Uniti d'America, in particolare, nel 1918 partecipa al Congresso degli Ebrei statunitensi in qualità di delegata di Milwaukee, è la più giovane delegata del meeting, e lei stessa considera questo come l'inizio della sua carriera politica.

## Carriera politica e nascita di Israele
Nel 1921, nonostante le riserve del marito, la coppia lasciò gli Stati Uniti d'America per trasferirsi in Palestina, assieme alla sorella Sheyna e sua figlia. Il gruppo raggiunse Tel Aviv dopo aver attraversato l'Oceano Atlantico e il mar Mediterraneo a bordo della nave Pocahontas fino a Napoli. Dalla città partenopea il loro viaggio proseguì fino in Palestina a bordo di navi e treni. Al loro arrivo in Palestina, i Meyerson si unirono a un kibbutz, nonostante l'iniziale diffidenza degli altri membri, dovuta alla nazionalità della coppia (entrambi erano cittadini statunitensi). Fu proprio all'interno del Kibbutz, forma associativa volontaria di lavoratori basata sulla comunione di proprietà e su regole solidaristiche, che la Meir ebbe la sua prima vera formazione politica. 
Dopo tre anni nel kibbutz, nel 1924 la famiglia, in seguito alla nascita del primo figlio, Menahem, e alla malattia di Morris, decise di spostarsi a Gerusalemme. Lì Golda Meir trovò impiego come tesoriera presso l'Ufficio Generale della Federazione dei Lavoratori dei Territori di Israele, una delle più importanti organizzazioni economiche israeliane.
A partire da 1928 fu la segretaria dell'Unione delle Donne Lavoratrici (Women's Working Council), mentre nel 1930 aderì al neonato partito Mapai, partito dei lavoratori israeliani, che in seguito si fonderà, insieme ad altre realtà di ispirazione socialiste, nel partito dei laburisti. Nel 1946 divenne capo del dipartimento politico dell'Agenzia Ebraica per la Palestina, dopo aver svolto una brillante carriera nella centrale sindacale dell'Histadrut, unione dei lavoratori israeliani. Cominciò, contemporaneamente, ad impegnarsi attivamente in attività politiche di tipo sionista, diventando delegata della World Zionist Organisation e organizzando l'immigrazione illegale di transfughi ebrei dall'Europa alla Palestina durante la seconda guerra mondiale.
Al termine del secondo conflitto mondiale, la Meir si occupò principalmente dell'istituzionalizzazione di uno Stato di Israele nell'ex Palestina mandataria. All'inizio del 1948 tornò negli Stati Uniti per cercare di raccogliere fondi per lo Stato ebraico, quindi, quando venne proclamata l'indipendenza di Israele, il 14 maggio 1948, Golda Meir divenne un membro del Consiglio Provvisorio di Stato, e una dei firmatari della dichiarazione di indipendenza di Israele, una delle due donne su ventiquattro firmatari. In seguito la Meir dichiarò: "Dopo aver firmato mi misi a piangere. Quando avevo studiato, a scuola, la storia americana e la firma della dichiarazione di indipendenza, non riuscivo a immaginare che fossero vere persone che facevano qualcosa di reale. E poi ero proprio io seduta a firmare una dichiarazione di indipendenza".

## Ruolo politico dopo la nascita di Israele

### Ministro del lavoro
Dopo la proclamazione dello Stato d'Israele (14 maggio 1948) e terminate le ostilità del primo conflitto arabo israeliano, Golda Meir divenne la prima ambasciatrice del neonato Stato di Israele a Mosca. Nel 1949 venne eletta nelle file del partito Mapai nella prima Knesset, il parlamento israeliano. L'allora primo ministro David Ben Gurion la propose come vice primo ministro, ruolo che la Meir declinò, preferendo optare per il ministero del lavoro. Nonostante la sua esperienza e l'impegno politico mostrato in tal senso negli anni del kibbutz, Golda Meir dovette vincere le ostilità di molti laburisti che consideravano azzardato avere una donna al ministero del lavoro. Nonostante le critiche, la Meir si impegnò a fondo per risolvere problemi di sicurezza sociale che affrontavano i nuovi coloni israeliani, in particolare per quanto riguarda l'assegnazione di case e di posti di lavoro. L'anno seguente, Morris Meyerson morì per un attacco cardiaco. Sebbene i due vivessero separati da anni, la Meir non mancò di recarsi a Tel Aviv per partecipare ai funerali del marito.

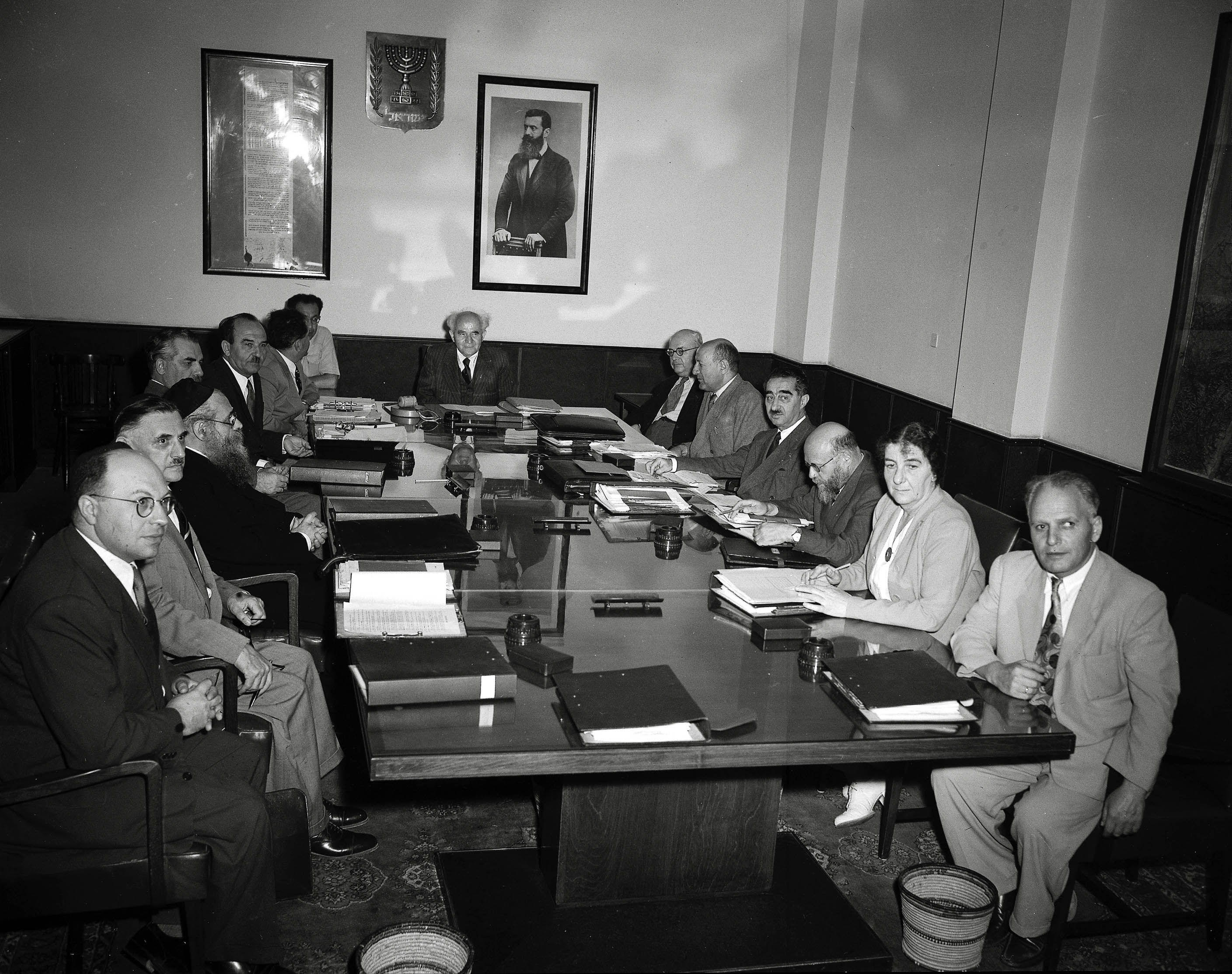
La prima riunione del terzo governo israeliano, guidato da Levi Eshkol. A capotavola Ben Gurion. La Meir, unica donna, è la seconda a partire da destra.

Nel 1955, su richiesta dell'allora primo ministro Ben Gurion, la Meir si candidò a sindaco di Tel Aviv, ma non venne eletta. In quel periodo, assieme a molti altri leader israeliani, ebraicizzò il suo cognome in Meir che significa "illuminato", un cambiamento che fu riluttante a compiere, e decise di mantenere il cognome più simile possibile a quello del defunto marito, ossia Meyerson.

### Ministro degli esteri
Nonostante la sconfitta alle elezioni amministrative, Golda Meir fu nominata ministro degli esteri e, nel 1956 si ritrovò ad affrontare la crisi di Suez. Recentemente, il quotidiano israeliano Haaretz ha riportato la notizia secondo cui lo storico dell'Università di Varsavia Szymon Rudnicki avrebbe rinvenuto una corrispondenza risalente agli anni del suo ministero tra la Meir e le autorità politiche polacche in cui il futuro primo ministro israeliano avanzava la possibilità di non consentire l'ingresso in Israele a ebrei anziani o portatori di handicap. La richiesta era la seguente:
(Haaretz)

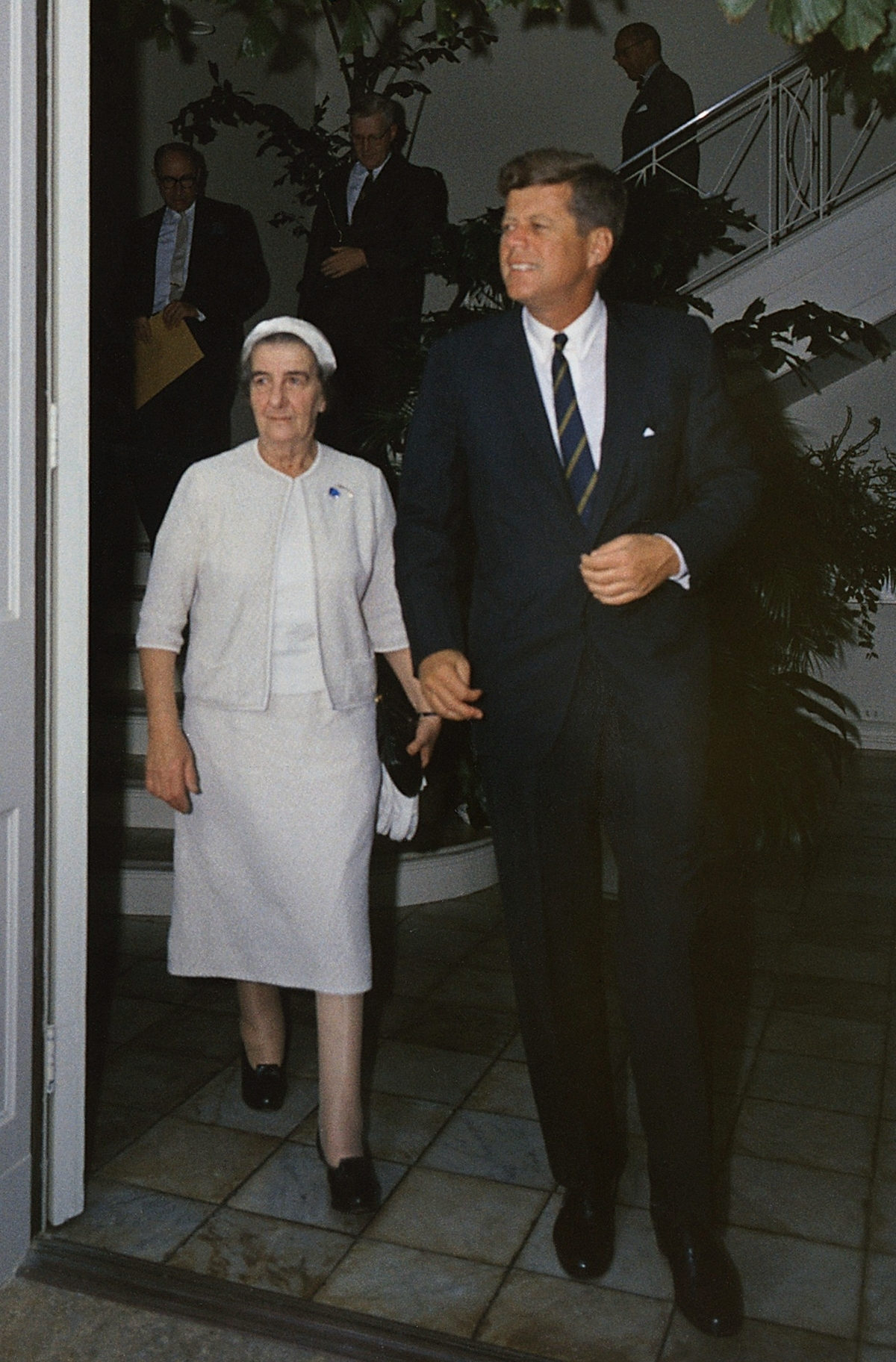
Golda Meir e John Fitzgerald Kennedy nel 1962

Questa posizione, apparentemente frutto di un cinico calcolo politico da parte della Meir, ebbe un reale seguito nella pratica dell'immigrazione verso Israele. Mentre prima si operava una selezione sulla base delle professioni svolte dagli immigrati, a partire dal 1950 con la Legge del ritorno Israele apriva i propri confini a tutti gli ebrei del mondo, garantendo loro la cittadinanza. Ciononostante, già a partire dal 1951 la legge subì alcune modifiche, restringendo il campo degli aventi diritto alla cittadinanza israeliana solo agli ebrei che erano a rischio nel loro Paese d'origine o che potevano pagarsi da soli il viaggio (preferibilmente se giovani, in salute e con un'attività commerciale).

### Ritiro e ritorno
Nel 1963 le venne diagnosticato un linfoma e la Meir cominciò a meditare di ritirarsi dalla scena politica, tanto che, due anni dopo, rifiutò la proposta del Primo ministro Levi Eshkol di diventare sua vice. Infine, nel 1966, stanca e malata, si dimise dalla carica di Ministro degli esteri, pur continuando a mantenere il suo seggio alla Knesset. Il suo ritiro dalle scene, comunque, fu di breve durata perché, pochi mesi dopo, divenne segretario generale del partito, riuscendo in breve tempo a ricompattare i tre gruppi laburisti, il partito Mapai, Ahdut Ha'Avodah e il partito Rafi, riuscendo a creare un unico Partito Laburista. La Meir, discutendo la sua scelta di ritornare alla politica attiva, commentò: "Era l'unica chiamata a cui non potevo non rispondere".
Dopo l'unificazione dei tre gruppi laburisti in un solo partito, che avvenne il 2 gennaio 1968, la Meir decise ancora una volta di abbandonare la scena politica. Tuttavia, l'improvvisa morte a causa di un attacco cardiaco di Levi Eshkol e la ricerca di un successore, rischiavano di causare una spaccatura all'interno del neonato partito laburista. Il partito si divise in due fazioni, quelli che sostenevano la candidatura di Yigal Allon, Primo ministro reggente, e i sostenitori dell'allora ministro della difesa Moshe Dayan. Alla fine la spuntò la Meir, richiamata ancora una volta dalla pensione. Poco prima del suo settantunesimo compleanno, il 7 marzo, la Meir fu eletta presidente del Partito Laburista e il 17 marzo 1969 fu nominata Primo ministro di Israele. Golda Meir, quarta persona ad occupare la posizione di Primo ministro, rimase in carica per cinque anni, molti dei quali caratterizzati da alti indici di approvazione.

## Gli anni da Primo ministro
Fu la prima donna eletta a ricoprire la principale carica politica dello Stato di Israele: Golda Meir, fin dall'inizio, decise di mantenere uno status di continuità con il governo di Eshkol, confermando molte figure chiave del precedente esecutivo. La stessa Golda Meir accettò con umiltà l'incarico, dichiarando: Ho affrontato molte difficoltà in passato, ma non sono nulla in confronto a ciò con cui avrò a che fare ora che guido il Paese. Nonostante il suo governo dovesse essere un governo di transizione e di unità nazionale, almeno secondo la concezione del Partito Laburista, la Meir si ritrovò ben presto ad affrontare alcune tra le maggiori crisi internazionali della storia di Israele.

### Rapporto con gli Stati Uniti
Come Primo ministro, Golda Meir strinse ottimi rapporti con gli Stati Uniti, in particolare col presidente Nixon (nonostante la reciproca diffidenza) e con la comunità ebraica americana, la più grande del mondo. Incoraggiò fortemente l'immigrazione degli ebrei nella terra d'Israele.

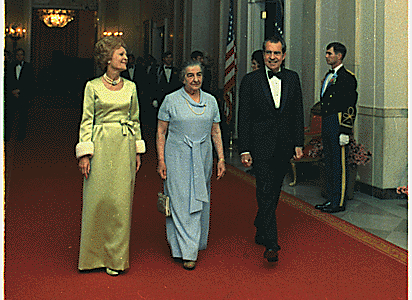
Golda Meir con Richard e Pat Nixon nel 1973. Tra la statista israeliana e il Presidente degli Stati Uniti vi era reciproca diffidenza.

### Massacro di Monaco
Fu nel 1972 che il governo della Meir dovette affrontare la più grossa delle crisi, quando un commando arabo denominato Settembre Nero prese in ostaggio la delegazione di atleti israeliani ai Giochi olimpici di Monaco di Baviera, allora Germania Ovest, rivendicando la liberazione di prigionieri politici arabi palestinesi. Il ricatto non ebbe presa nel governo della Meir (per la quale coi terroristi non si poteva trattare in nessun modo) e fu tenuta la linea della fermezza.
Così nell'improvvisato blitz per opera della polizia federale tedesca, tutti gli ostaggi e cinque degli otto terroristi persero la vita (massacro di Monaco). A seguito di questa tragica vicenda, il governo della Meir inizierà segretamente, tramite il Mossad, una politica repressiva mirata a tutti i nuclei sospettati di essere in contatto con Settembre Nero. A questi eventi seguì l'operazione chiamata Operazione Collera di Dio, in cui agenti israeliani uccisero quasi tutti coloro che erano ritenuti responsabili della vicenda dei Giochi.

### Guerra dello Yom Kippur
Nel 1973 Israele, attaccato a sorpresa da Egitto e Siria, subì perdite umane importanti prima di vincere la guerra, cosiddetta dello Yom Kippur (o di Ramadan), la festività dell'espiazione in atto al momento dell'attacco. Golda venne riconosciuta esente da qualsiasi responsabilità in un'inchiesta realizzata lo stesso anno dai servizi segreti: se avesse attaccato prima dell'effettiva offensiva araba, Israele avrebbe dovuto infatti rinunciare all'aiuto decisivo degli Stati Uniti.
Nel 1974, tuttavia, il caos politico conseguente alle vicende belliche non accennò a placarsi e Golda, a 76 anni, decise di lasciare la politica attiva (resistendo alle insistenze del suo partito che non riusciva a trovare successori validi). Golda restò una voce importante all'interno del Partito Laburista, pur dedicandosi al suo ruolo di nonna e scrivendo nel 1976 una  biografia, My Life, pubblicata in Italia da Arnoldo Mondadori Editore.

### Dimissioni e morte
Primo ministro divenne Yitzhak Rabin, fino a poco prima ambasciatore negli Stati Uniti; Rabin era uno statista sabra, cioè nato in Israele; Golda non lo amava affatto ed aveva avuto vari attriti con lui e con la sua potente consorte, Leah, durante le sue tre visite da primo ministro negli USA (1969, 1971 e 1973).
Golda Meir morì a Gerusalemme l'8 dicembre del 1978 dopo una battaglia durata dodici anni contro la leucemia.

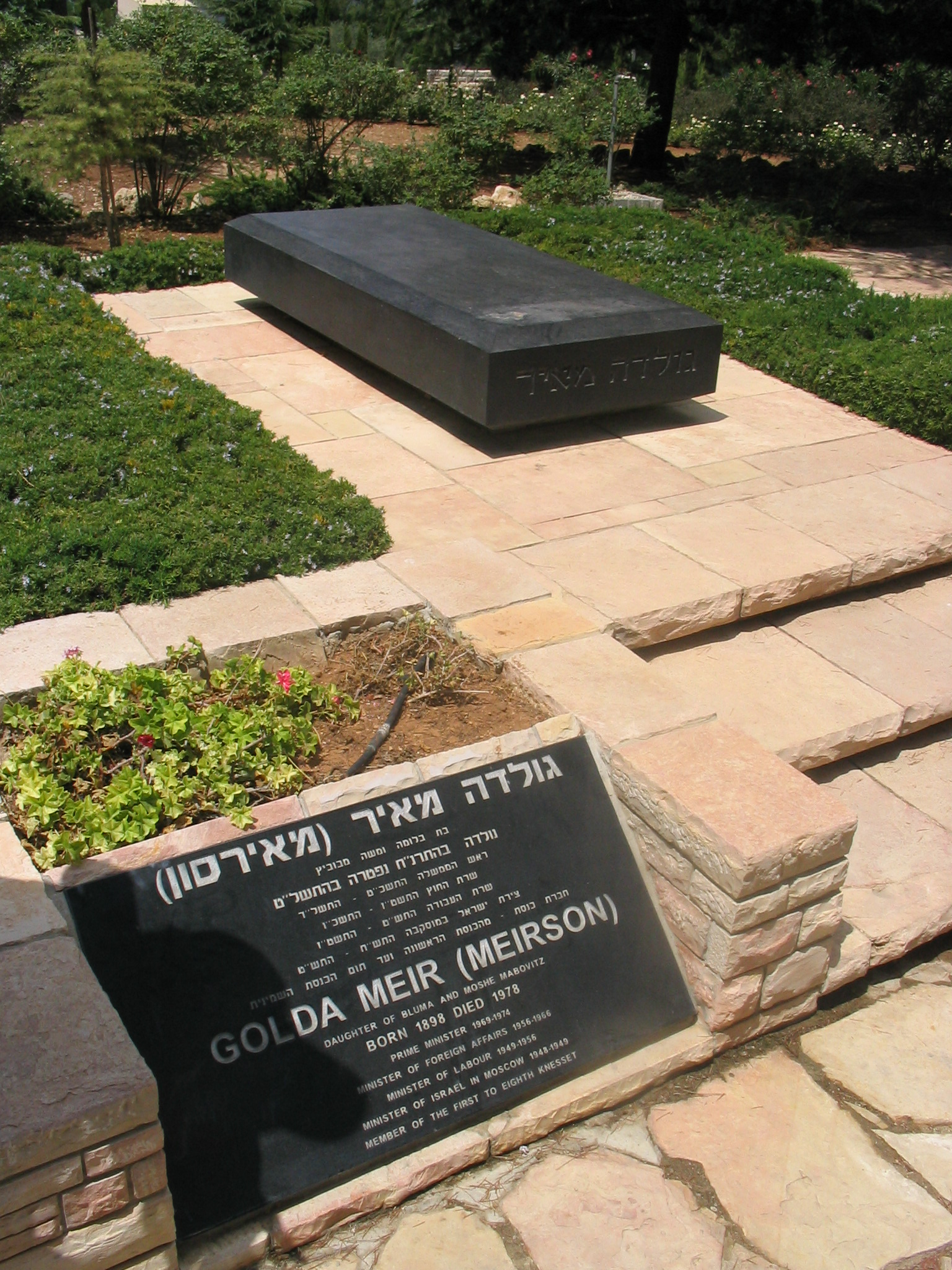
La tomba di Golda Meir al cimitero del monte Herzl

## Riconoscimenti
Nel 1975 le fu assegnato il Premio Israele per il suo contributo alla società e allo Stato di Israele.

## Golda Meir nella cultura di massa
La figura di Golda Meir fu molto stimata ed apprezzata sia in patria sia all'estero e vi sono numerosi prodotti culturali a lei dedicati o che la vedono protagonista.

### Cinema, televisione e teatro
È stata interpretata, tra cinema e televisione, da nove attrici diverse, tra le quali vale la pena di ricordare Ingrid Bergman nel biopic televisivo del 1982 Una donna di nome Golda (per la sua interpretazione della statista israeliana, la Bergman vinse un Golden Globe e un Emmy postumi) e Helen Mirren nel biopic cinematografico del 2023, diretto da Guy Nattiv, Golda. Nel film del 2005 Munich, diretto da Steven Spielberg, è stata impersonata dall'attrice statunitense Lynn Cohen. Golda Meir fu anche interpretata da Anne Bancroft nella commedia teatrale di Broadway del 1977 Golda, scritta da William Gibson.

Vi sono riferimenti a lei in video musicali, come ad esempio in quello della canzone Sister are doin' it for themselves degli Eurythmics, in cui Golda Meir appare per qualche secondo mentre passa in rassegna alcuni soldati. Golda Meir compare anche come guest star nell'episodio La paura fa novanta XIX della serie animata statunitense I Simpson.

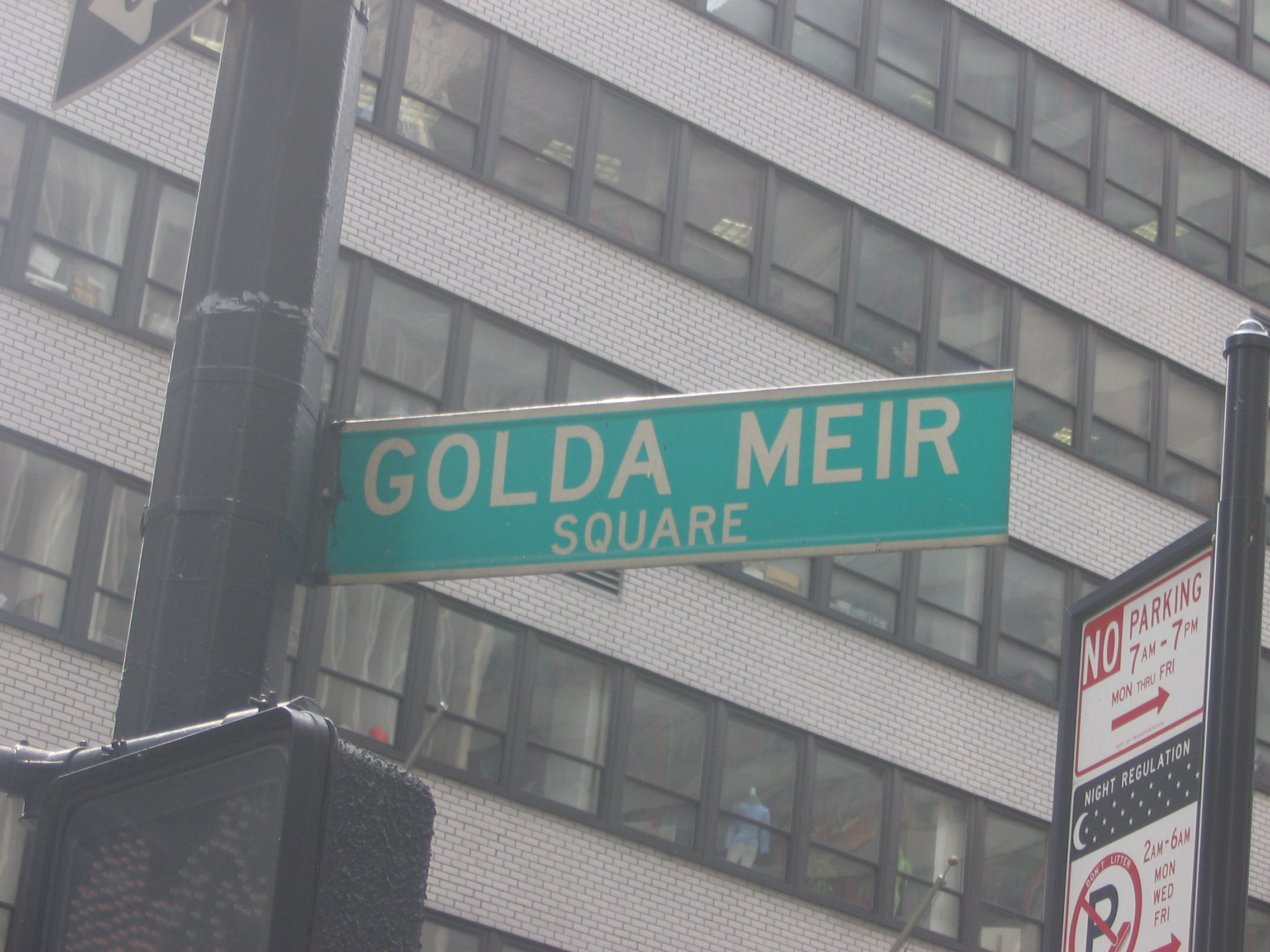
Golda Meir Square a New York, a sud di Times Square

### Riferimenti nelle espressioni popolari
La popolarità della Meir in patria è tale da influire perfino sul linguaggio. In Israele, infatti, si usa l'espressione na'alei Golda (la scarpa di Golda) per definire colloquialmente un paio di scarpe brutte e fuori moda. L'espressione è un riferimento alle scarpe ortopediche che Golda Meir era solita indossare.

### Popolarità al di fuori di Israele
Anche fuori da Israele Golda Meir godette di una grande popolarità, specialmente negli anni in cui occupò la carica di primo ministro. Nel 1971 fu nominata come la donna più ammirata negli Stati Uniti da un sondaggio Gallup, oltre a lei, solo un'altra donna non americana era stata presente in lista, l'australiana Elizabeth Kenny nel 1951. La Meir fu nominata anche nel 1973 e nel 1974. Nel 1977, dopo il suo ritiro definitivo dalla scena politica, veniva al secondo posto sulla lista del Gallup.
È una delle personalità internazionali intervistate da Oriana Fallaci nel libro Intervista con la storia, nel periodo compreso tra la fine degli anni sessanta e settanta del XX secolo. La prima pubblicazione risale al 1974, edita da Rizzoli.

## Opere
- This is Our Strength (1962) – raccolta di scritti selezionati
- My Father's House (1972)
- La mia vita. L'unica donna nella stanza - pubblicato in Italia da VandA. edizioni nel 2024